# Vesting Königstein
De vesting Königstein (Duits: Festung Königstein) is een hoogteburcht of bergvesting in de Duitse deelstaat Saksen. Het is een van de grootste bergvestingen van Europa en ligt in Sächsische Schweiz, onderdeel van het Elbsandsteingebirge. De burcht is gebouwd op de gelijknamige tafelberg op 352 m ü.M. boven en ten westen van het stadje Königstein op de linkeroever van de Elbe in de Landkreis Sächsische Schweiz-Osterzgebirge.
Het 9,5 ha grote rotsplateau, dat volgens scherfvondsten al in 1100 v. Chr. in de bronstijd werd bewoond, verheft zich 240 meter boven het wateroppervlak van de Elbe en getuigt met meer dan 50 gebouwen, waarvan sommige dateren van omstreeks 1600, van het militaire en burgerlijke leven op de vesting. De omsluitende vestingmuren hebben een totale lengte van 1.800 meter lang, en zijn op meerdere gedeelten tot 42 meter hoog, ze verrijzen op steile zandsteenwanden. 
Waarschijnlijk de oudste schriftelijke vermelding van een burcht of vesting op Königstein is te vinden in een document van koning Wenceslaus I van Bohemen uit 1233, waarin verwezen wordt naar de "Burggraf Gebhard vom Stein". De middeleeuwse burcht behoorde toe aan het Koninkrijk Bohemen. De eerste vermelding met de naam "Königstein" kwam voor in de Oberlausitzer Grenzurkunde het document uit 1241 dat de grenzen vastlegde tussen het Markgraafschap Opper-Lausitz en de gebieden eigendom van het bisdom Meißen. In dit document werd de grens tussen de Slavische districten Milska (Opper-Lausitz), Nisan (Dresden Elbe-dalgebied) en Dacena (Tetschner-gebied) geregeld. Aangezien Königstein op de linkeroever van de Elbe lag, was het onafhankelijk van de drie genoemde districten. Als onderdeel van het koninkrijk Bohemen werd de Elbe, naarmate zij intensiever als handelsroute werd gebruikt, in opdracht van de Boheemse koningen uitgebouwd tot een bolwerk dat het noorden van hun bezittingen domineerde en een voorpost was van de strategisch belangrijke Burg Dohna, die in het naburige Müglitzdal lag.
Nadat de koning en latere keizer Karel IV in 1348 het kasteel van Eulau in Jílové u Děčína, dat het zuidelijke gebied beheerste, door burgers van Aussig had laten verwoesten, verbleef hij van 5 tot 19 augustus 1359 op Königstein. Het kasteel werd in de daaropvolgende 50 jaar verschillende malen verhypothekeerd, onder meer aan het huis von Winterfeld en de burggraven van Dohna. Aangezien dit laatste geslacht een van de vijanden van Willem II van Meißen, de markgraaf van Meissen, was, veroverde deze laatste de burcht uiteindelijk in 1408 tijdens de Dohnaïsche vete, die sinds 1385 werd uitgevochten. Pas op 25 april 1459 werd echter met het Verdrag van Eger de Saksisch-Boheemse grens en daarmee de overdracht van Königstein aan het markgraafschap Meißen definitief vastgesteld. In tegenstelling tot andere rotskastelen in Saksisch Zwitserland, bleef de Königstein militair gebruikt worden door de Saksische hertogen en keurvorsten. Königstein werd vervolgens tevens enige tijd een klooster. Hertog George met de Baard, een fervent tegenstander van de Reformatie, stichtte in 1516 op Königstein een Celestijnenklooster, het Klooster van de Lof voor de wonderen van Maria, maar het werd in 1524 weer gesloten - na de dood van hertog George in 1539 werd Saksen trouwens protestants.
De vesting werd in de 16e eeuw, tussen 1589 en 1591, uitgebreid op last van Christiaan I van Saksen, keurvorst van Saksen. Uit die periode stamt de waterput van de vesting. Voor de afwerking van de put waren de bewoners van Königstein afhankelijk van water uit de waterkelder en regenwater. Van 1563 tot 1569 werd in het centrum van het complex de kasteelput van de vesting uitgegraven, een waterput die met 152,5 meter de op één na diepste put van Europa is na de put in de Reichsburg Kyffhausen. Tijdens de bouw van de put moest naast het verzonken gesteente dagelijks een hoeveelheid water van acht kubieke meter uit de schacht worden verwijderd.
Doorheen de eeuwen werd de burcht regelmatig als gevangenis ingezet. In het begin van de 18e eeuw werd Johann Friedrich Böttger hier gevangen gehouden.  Van 1849 tot 1850 was de vesting de gevangenis van Michail Bakoenin. In de Tweede Wereldoorlog werd de burcht ingezet als gevangenis voor krijgsgevangenen, het Offizierslager IV-B. Het is hieruit dat op 17 april 1942 de Franse generaal Henri Giraud ontsnapt, of hier waar van 1940 tot 12 mei 1945 ook de Nederlandse generaals Henri Winkelman en Godfried van Voorst tot Voorst en van 1940 tot 1941 de Franse generaals Alphonse Juin en Charles Mast gevangen werden gehouden. Ook waren de kazematten van de vesting een veilige opbergplaats voor een aantal kunstschatten, waaronder de Grünes Gewölbe, de kunstcollectie van het huis Wettin.
Na de Tweede Wereldoorlog gebruikte het Rode Leger het fort als militair hospitaal. Van 1949 tot 1955 werd het door de jeugdzorg in de DDR gebruikt als een zogeheten Jugendwerkhof om delinquente jongeren die niet in het beeld van de socialistische samenleving pasten, "herop te voeden". Op 29 mei 1955 nam het ministerie van Cultuur van de DDR de vesting Königstein over en bouwde het uit tot museum, een functie als museum en erfgoedsite die het sindsdien behield.

## Kunstwerken
Bernardo Bellotto creëerde in 1756 enkele impressies van de vesting Königstein in opdracht van keurvorst Frederik August II. Deze maken onderdeel uit van de collecties van respectievelijk de National Gallery  in Londen, de National Gallery of Art in Washington D.C., Knowsley Hall, Merseyside en de Manchester Art Gallery.

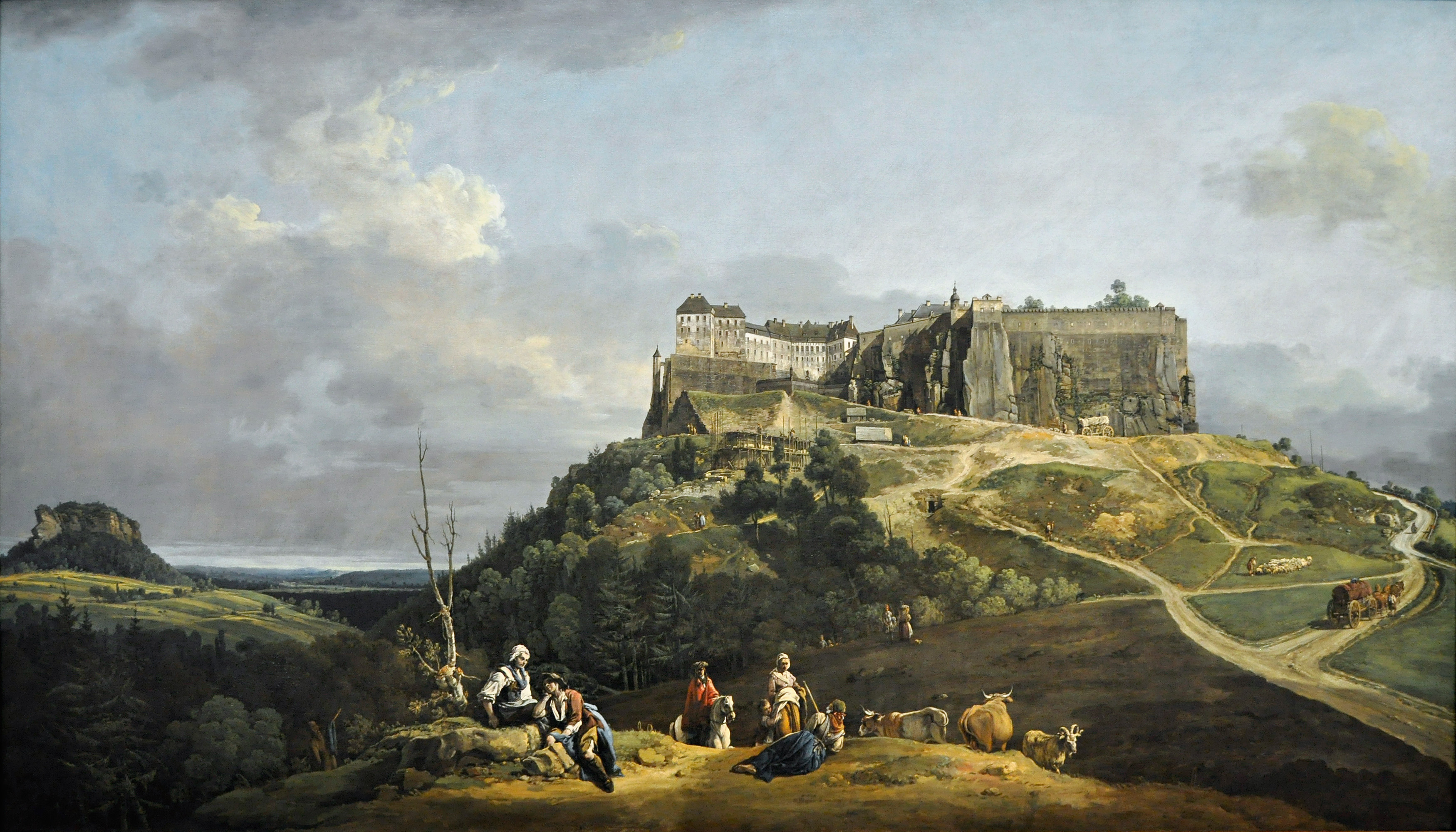
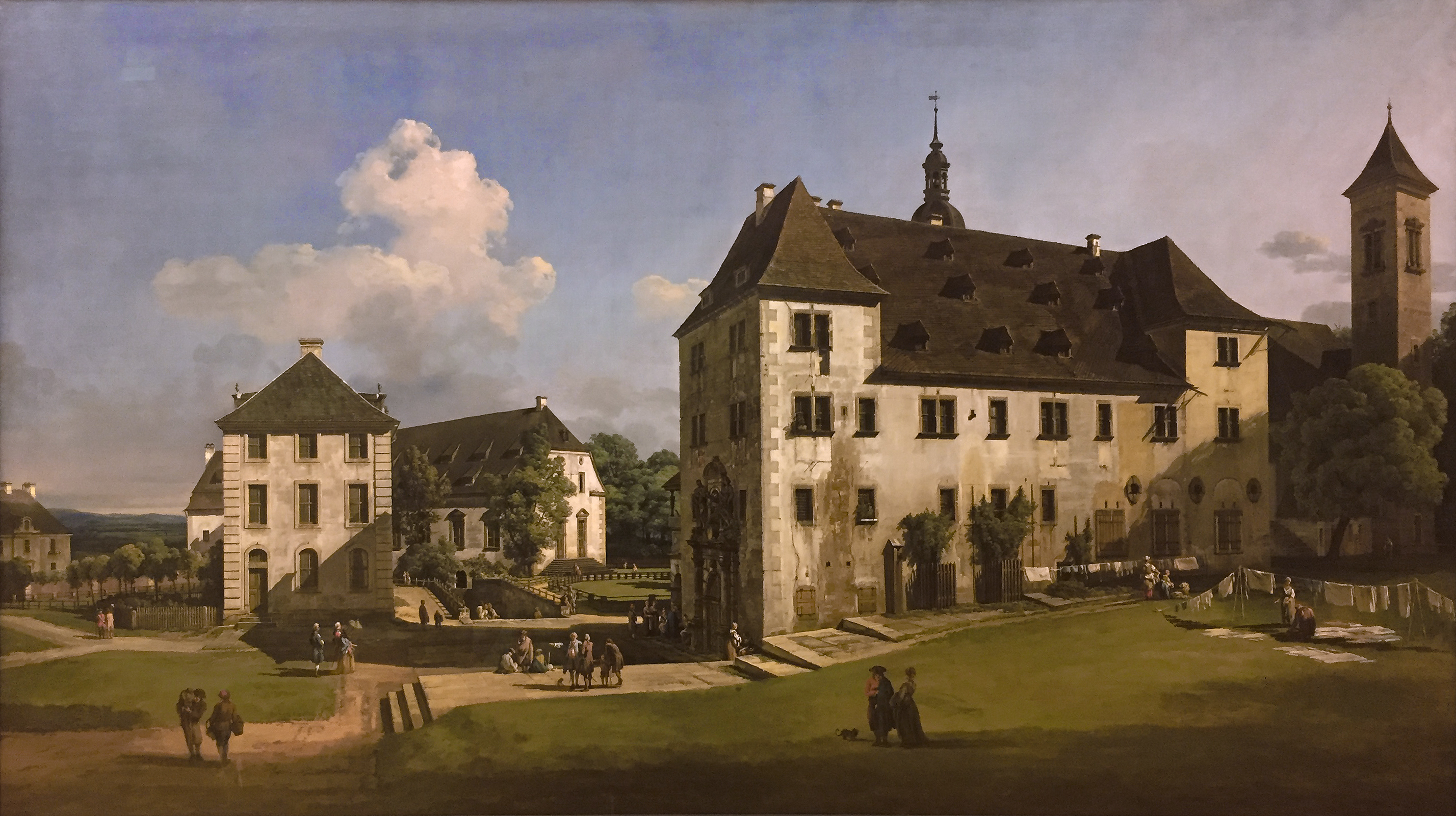
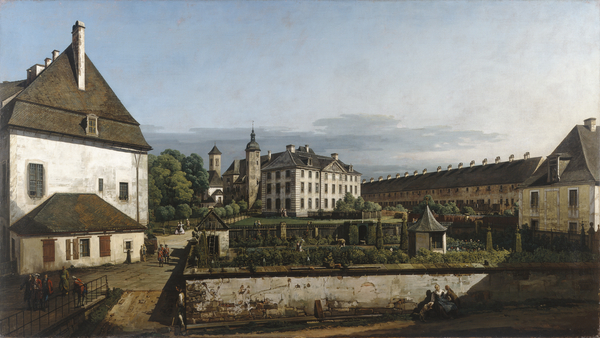